# 박은성
박은성(朴恩聖, 1945년 10월 12일~ )은 대한민국의 지휘자이다.  함경북도 회령에서 태어났고, 서울대학교 음악대학에서 바이올린을 전공했다. 졸업 후 국립교향악단 단원으로 활동하면서 임원식 등에게 지휘를 배웠고, 1970년에 국립교향악단 공연에서 지휘자로 공식 데뷰했다.
1970년대 중반에 쿠르트 뵈스의 초청으로 오스트리아로 유학해 린츠 브루크너 교향악단의 단원으로 활동하면서, 그 지휘자에게 개인 수업을 받고, 빈 국립 음악원에서 오트마 주이트너에게 지휘를 배웠다. 귀국 후 서울 시립 소년소녀 교향악단과 서울 시립 교향악단의 상임 지휘자, KBS 교향악단의 수석 객원 지휘자를 역임했다.
2001년에는 수원 시립 교향악단의 상임 지휘자로 부임해 악단의 기량과 명성을 높였다는 평가를 받았고, 2007년 10월부터는 코리안 심포니 오케스트라의 음악 감독 겸 상임 지휘자로 임명되었다. 특히 최근에는 오스트리아 유학 경험을 살려 브루크너와 말러 등의 교향곡을 적극적으로 다루어 주목받고 있다.
2002년에는 KBS 교향악단과 함께 대한민국 지휘자로서는 최초로 북한 평양을 방문하여 <추석맞이 남북 교향악단 합동 연주회>에서 지휘하였고, 이 공연은 남,북한 전역에 생중계 되었다.
1990년에 대통령 표창, 1991년에는 한국 음악 협회에서 '올해의 음악상' 지휘 부문을 수상했으며, 2005년에는 음악비평가협회 제13회 음악대상을 수상했다. 2000년 4월에는 한국 지휘자 협회를 창설해 초대 회장을 역임하였다. 또한 한양대학교 음악대학 관현악과 교수로 재직하였다.
| 전임 정재동 1974-1990 | 서울 시립 교향악단 상임 지휘자 1990-1991 | 후임 원경수 1994-1996 |

| 전임 없음 | 서울시 유스 오케스트라 단장 겸 상임 지휘자 1984-1993 | 후임 김종덕 1993-1999 |

| 전임 금난새 1992-1999 | 수원 시립 교향악단 상임 지휘자 2001-2007 | 후임 김대진 2008- |

| 전임 홍연택 1985-2001 | 코리안 심포니 오케스트라 상임 지휘자 2007-2011 | 후임 최희준 2011-2014 |